# Вусач ялиновий ґалійський
Вуса́ч яли́новий ґалі́йський (лат. Monochamus galloprovincialis Germar, 1818) — вид жуків з родини вусачів.

## Хорологія

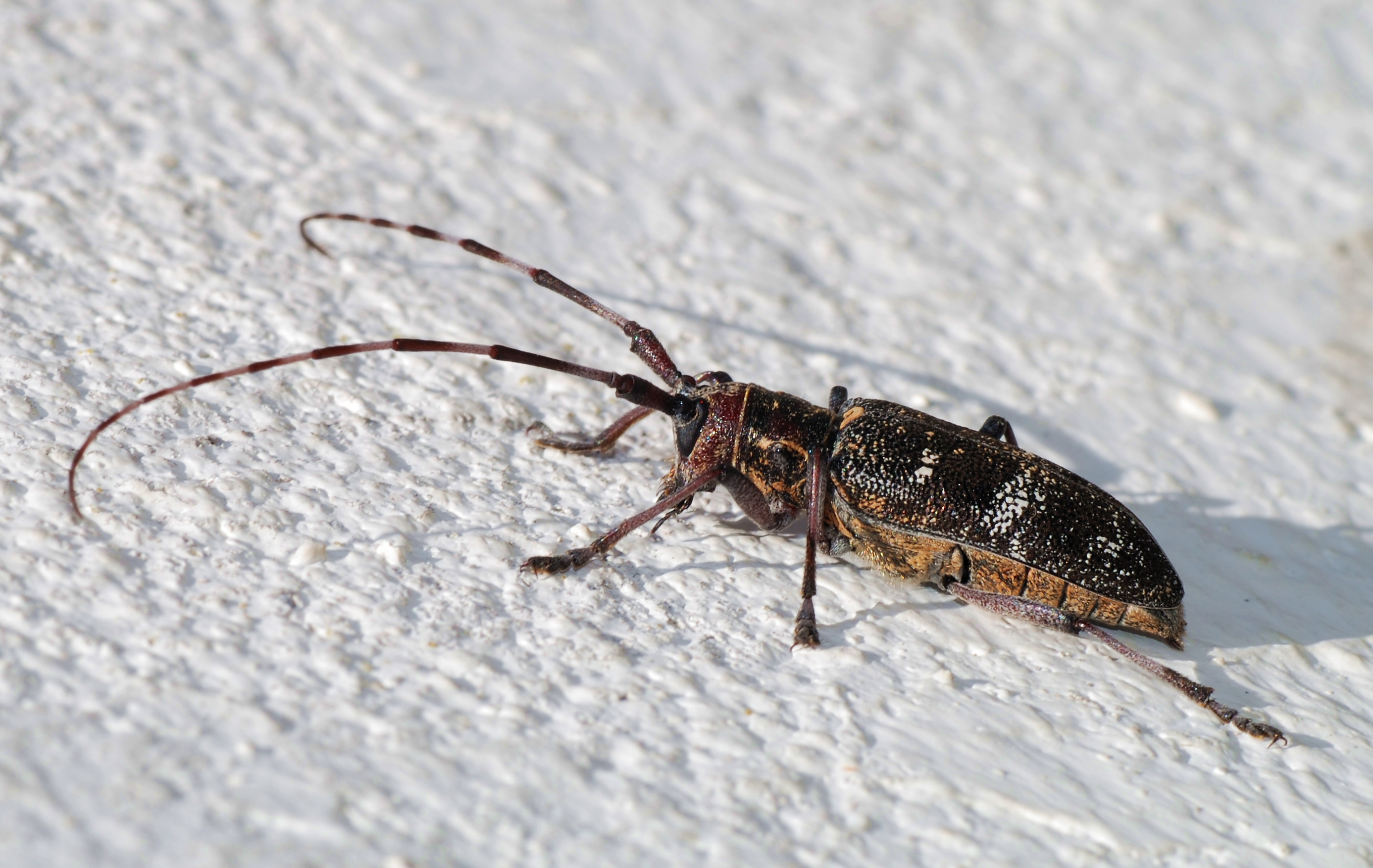
Самка Вусача ялинового ґалійського

M. galloprovincialis — транспалеарктичний вид, палеарктичного зооґеографічного комплексу. Ареал охоплює Європу, Кавказ, Росію, Малу Азію, Північну Африку. В Українських Карпатах зустрічається рідко, переважно в передгір'ях, де є природні або штучні насадження сосни.

## Екологія
Комахи зустрічаються на поранених деревах, з яких витікає живиця, а також на зрубах, вітровалах, в купах дров, на дерев'яних будівлях тощо, де об'їдають хвою та луб. Літ триває з травня по вересень. Личинка розвивається в деревині різних видів сосни, проте надає перевагу сосні лісовій.

## Морфологія

### Імаго

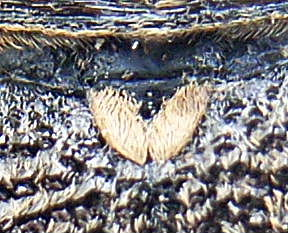
Щиток Вусача ялинового ґалійського розділений до половини голою смужкою

M. galloprovincialis характеризується, відносно, коротким і валькуватим тілом зі сплющеними зверху надкрилами. Надкрила в основній частині з грубою скульптурою, вкриті волосяними плямами жовтуватого кольору, які утворюють дві розмиті перев'язі. Щиток з голою серединною смужкою, яка досягає його середини. Тіло чорне зі слабким бронзовим блиском. Довжина — 12-28 мм.

### Личинка
У личинки з кожної сторони голови по 1 вічку. Вусики 3-членикові. Ментум відокремлений від субментуму. Основна частина пронотуму покрита мікроскопічними шипиками. Черевні мозолі в ґранулах, розташованих на дорзальній стороні в 4, а на вентральній — в 2 ряди. Анальний отвір трьохпроменевий, з укороченим нижнім променем.

## Життєвий цикл
Розвиток триває 1-2 роки.

## Підвиди
- Підвид Monochamus galloprovincialis cinerascens Motschulsky, 1860
- Підвид Monochamus galloprovincialis galloprovincialis (Olivier, 1795)
- Підвид Monochamus galloprovincialis lignator Krynicki, 1832
- Підвид Monochamus galloprovincialis pistor (Germar, 1818)
- Підвид Monochamus galloprovincialis tauricola Pic